# Маневичская поселковая община
Маневичская поселковая община (укр. Маневицька селищна громада) — территориальная община в Камень-Каширском районе Волынской области Украины.
Административный центр — посёлок Маневичи.
Население составляет 27800 человек. Площадь — 1083,4 км².
В соответствии с распоряжением Кабинета Министров Украины от 12 июня 2020 года, в состав общины вошла территория Маневичского поселкового совета, а также Будковского, Великоведмежского, Должицкого, Комаровского, Костюхновского, Куклинского, Лесовского, Новорудского, Оконского, Старочарторийского, Трояновского, Цминовского и Череваховского сельских советов упразднённого Маневичского района.

## Населённые пункты
В состав общины входят 1 посёлок и 35 сёл:
- Посёлок Маневичи
- Будковский старостинский округ:
  - Будки
  - Каменуха
  - Рудка
- Великоведмежский старостинский округ:
  - Великая Ведмежка
  - Новые Подцаревичи
- Должицкий старостинский округ:
  - Великая Яблонька
  - Градье
  - Должица
  - Загоровка
  - Малая Яблонька
- Комаровский старостинский округ:
  - Комарово
  - Новосёлки
- Костюхновский старостинский округ:
  - Волчицк
  - Колодии
  - Костюхновка
- Куклинский старостинский округ:
  - Куклы
  - Севериновка
- Лесовский старостинский округ:
  - Гута-Лесовская
  - Лесовое
- Новорудский старостинский округ:
  - Градиск
  - Набруска
  - Новая Руда
- Оконский старостинский округ:
  - Оконск
- Трояновский старостинский округ:
  - Бережница
  - Майдан
  - Трояновка
  - Черск
- Чарторийский старостинский округ:
  - Чарторийск
- Цминовский старостинский округ:
  - Козлиничи
  - Малая Ведмежка
  - Подгатье
  - Хряск
  - Цмины
- Череваховский старостинский округ:
  - Софияновка
  - Череваха